# Alexander Ivanko
Alexander Ivanko (19. září 1919 – 1. dubna 1992) byl slovenský fotbalový útočník a trenér.

## Hráčská kariéra
V československé lize hrál za Dynamo ČSD Košice, aniž by skóroval.

### Prvoligová bilance
| Ročník         | Zápasy | Góly | Minuty | Klub              |
| -------------- | ------ | ---- | ------ | ----------------- |
| I. liga 1950   | –      | 0    | –      | Dynamo ČSD Košice |
| CELKEM I. LIGA | –      | 0    | –      |                   |

## Trenérská kariéra
Po skončení hráčské kariéry v Dynamu ČSD Košice vedl tento tým v nejvyšší soutěži i jako trenér.